# Dragomirești (Dâmbovița)
Dragomireşti es una comuna ubicada en el distrito de Dâmbovița, Rumania.

## Superficie
Posee una superficie de 38,19 kilómetros cuadrados.

## Demografía
Hasta 2021 la población era de 8835 habitantes, con una densidad de población de 231,3 habitantes por kilómetro cuadrado.